# Uniwersytet Pompeu Fabry
Uniwersytet Pompeu Fabra (kat. Universitat Pompeu Fabra, UPF) – publiczny uniwersytet założony 18 czerwca 1990 w Barcelonie (Katalonia, Hiszpania).
UPF jest instytucją państwową, której celem jest kształcenie wyższe pierwszego i drugiego stopnia oraz prowadzenie pracy badawczej. UPF odznacza się nowoczesnością, wysokim poziomem i prestiżem, a wszystkie jego wskaźniki świadczą o tym, że jest to uczelnia znajdująca się w czołówce hiszpańskiego systemu szkolnictwa wyższego.